# 理查德·普莱斯

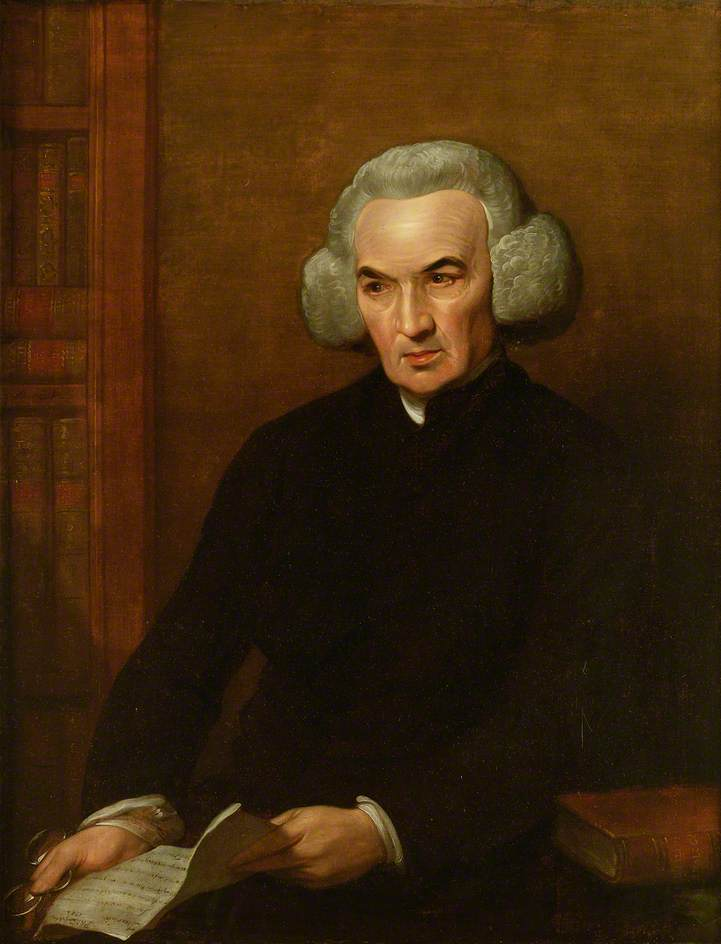
由本杰明·韦斯特繪製的理察·普萊斯肖像

理查德·普莱斯（Richard Price，1723年2月23日—1791年4月19日），威尔士道德哲学家、牧师、数学家，政治活动家，生于布里真德市，支持美国独立运动和法国大革命，与美国建国元勋等人有交往，参与编辑发表贝叶斯定理。